# Suytunchén (Mérida)
Suytunchén es una pequeña localidad situada 26 km al norte de la ciudad de Mérida, capital del estado de Yucatán, México. Es una sub-comisaría en la organización político administrativa del municipio de Mérida . 
Hay, dentro de los límites del poblado, una vieja hacienda henequenera, cuya casa principal ha sido restaurada, transformada por sus propietarios y utilizada ocasionalmente como parador turístico. También existe en el poblado una granja de cultivo acuícola de tilapia.

## Toponimia
El nombre (Suytunchén) en idioma maya significa pozo de piedra pues proviene de suytun que significa peña o piedra grande y chen que significa pozo. 

## Localización
La localidad de Suytunchén se encuentra localizada 26 kilómetros al norte del centro de la ciudad de Mérida, al poniente de la autopista (Carretera Federal 261) que conduce de Mérida al puerto de Progreso.

## Las haciendas en Yucatán
Las haciendas en Yucatán fueron organizaciones agrarias que surgieron a finales del siglo XVII y en el curso del siglo XVIII a diferencia de lo que ocurrió en el resto de México y en casi toda la América hispana, en que estas fincas se establecieron casi inmediatamente después de la conquista y durante el siglo XVII. En Yucatán, por razones geográficas, ecológicas y económicas, particularmente la calidad del suelo y la falta de agua para regar, tuvieron una aparición tardía.
Una de las regiones de Yucatán en donde se establecieron primero haciendas maiceras y después henequeneras, fue la colindante y cercana con Mérida. A lo largo de los caminos principales como en el "camino real" entre Campeche y Mérida, también se ubicaron estas unidades productivas. Fue el caso de los latifundios de Yaxcopoil, Xtepén, Uayalceh, Temozón, Itzincab y San Antonio Sodzil.
Ya en el siglo XIX, durante y después la llamada Guerra de Castas, se establecieron las haciendas henequeneras en una escala más amplia en todo Yucatán, particularmente en la región centro norte, cuyas tierras tienen vocación para el cultivo del henequén.
En el caso de Suytunchén, al igual que la mayoría de las otras haciendas, dejaron de serlo, con peones para el cultivo de henequén, para convertirse en un ejido, es decir, en una unidad colectiva autónoma, con derecho comunitario de propiedad de la tierra, a partir del año 1937, después de los decretos que establecieron la reforma agraria en Yucatán, promulgados por el presidente Lázaro Cárdenas del Río. El casco de la hacienda permaneció como propiedad privada.

## Demografía
Según el censo de 2005 realizado por el INEGI, la población de la localidad era de 92 habitantes, de los cuales 50 eran hombres y 42 eran mujeres.
| 130                         | 100 | 58 | 42 | 43 | 82 | 94 | 148 | 39 | 82 | 97 | 108 | 92 |
| (Fuente: INEGI [Consultar]) |     |    |    |    |    |    |     |    |    |    |     |    |

## Galería

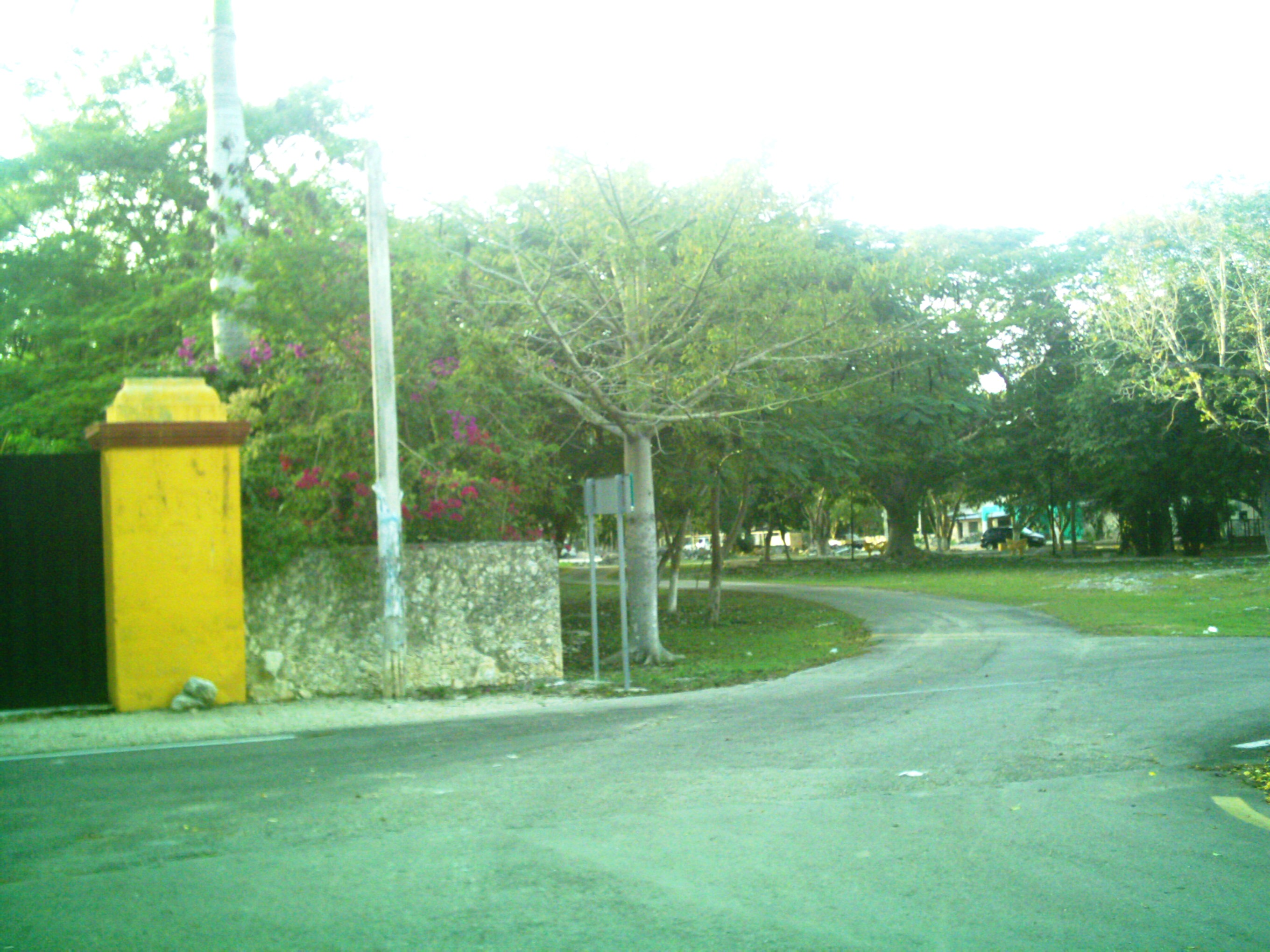
Vista de la hacienda Suytunchén
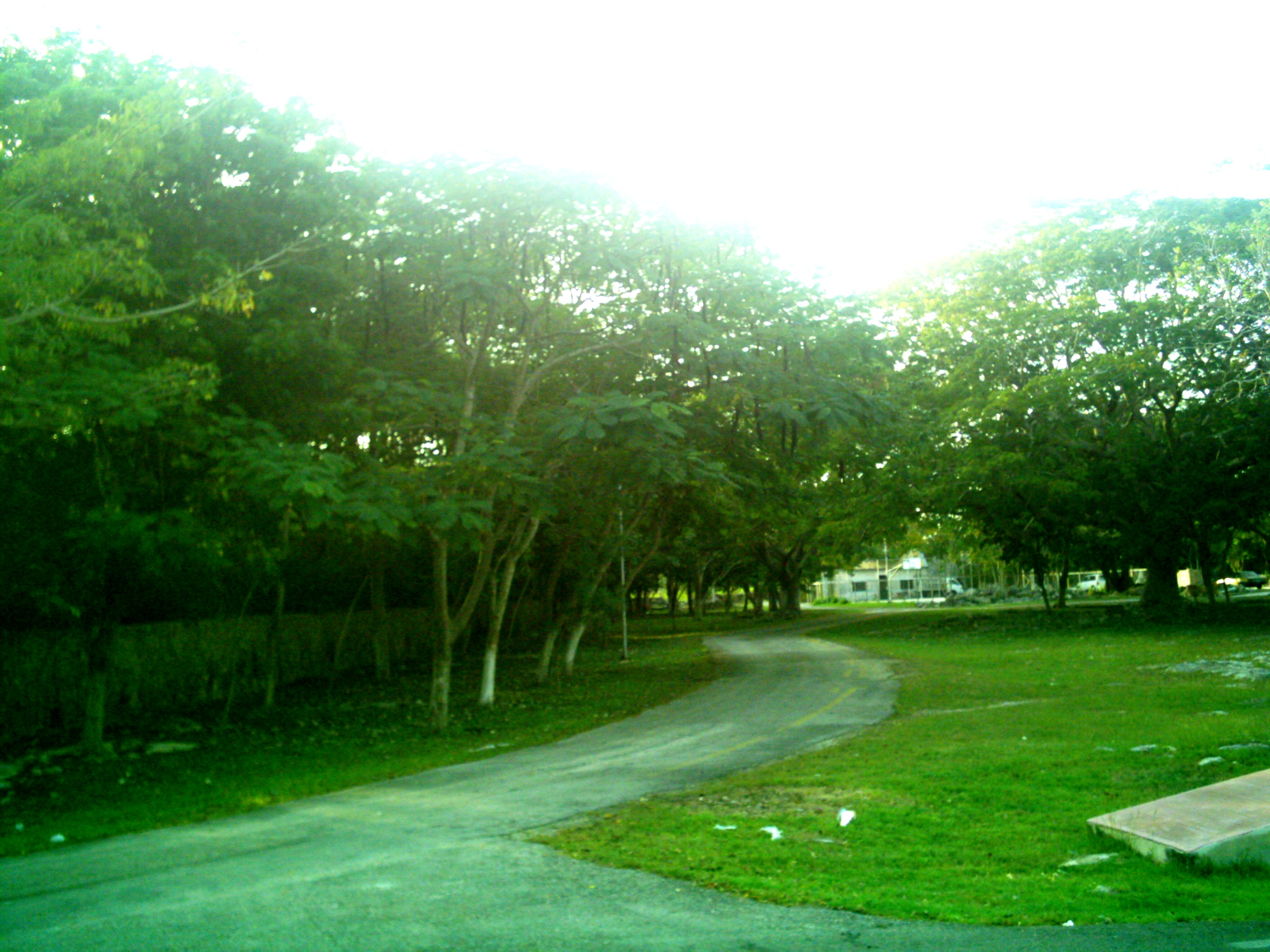
Parque principal de Suytunchén.
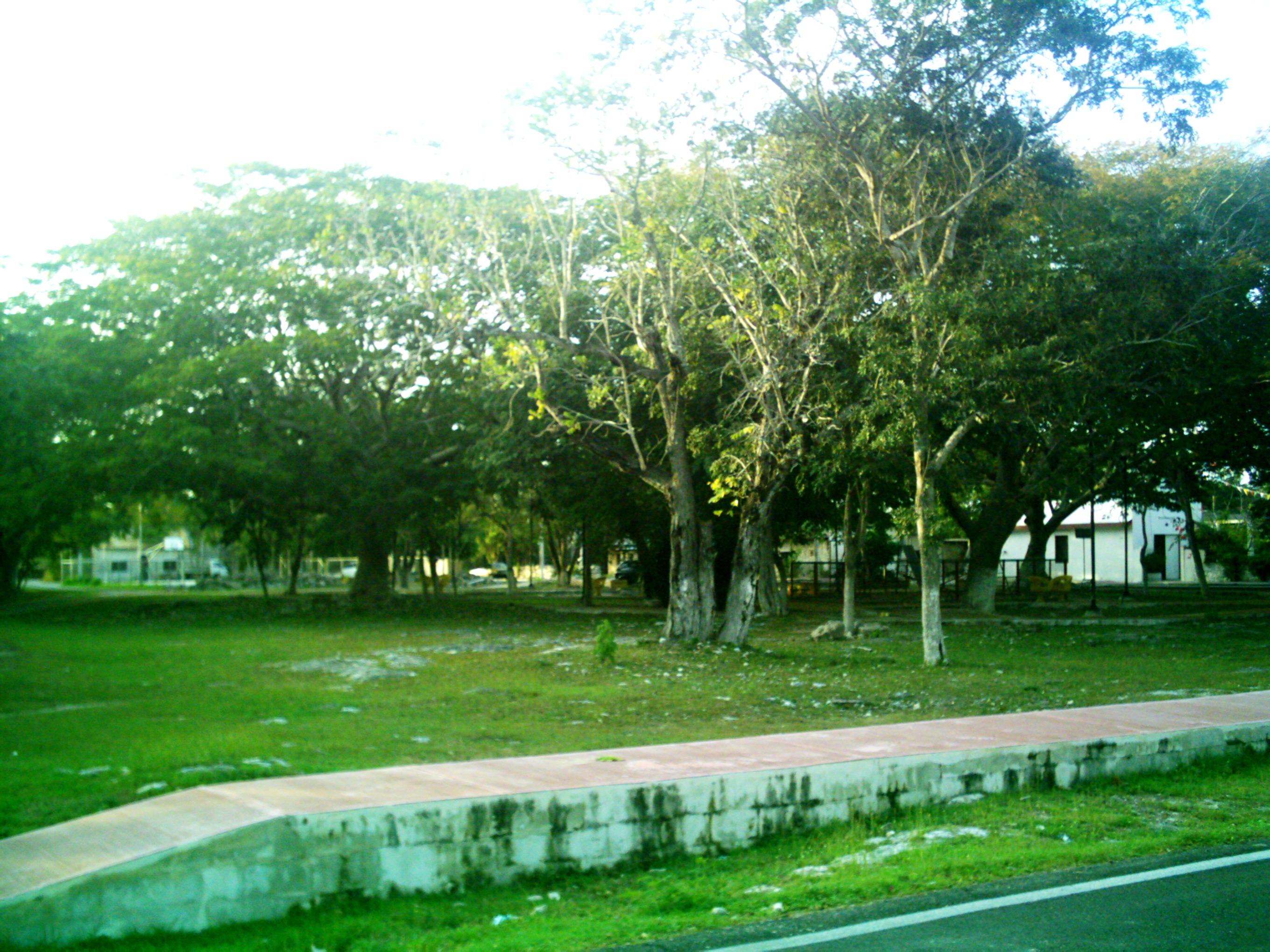
Parque principal de Suytunchén.
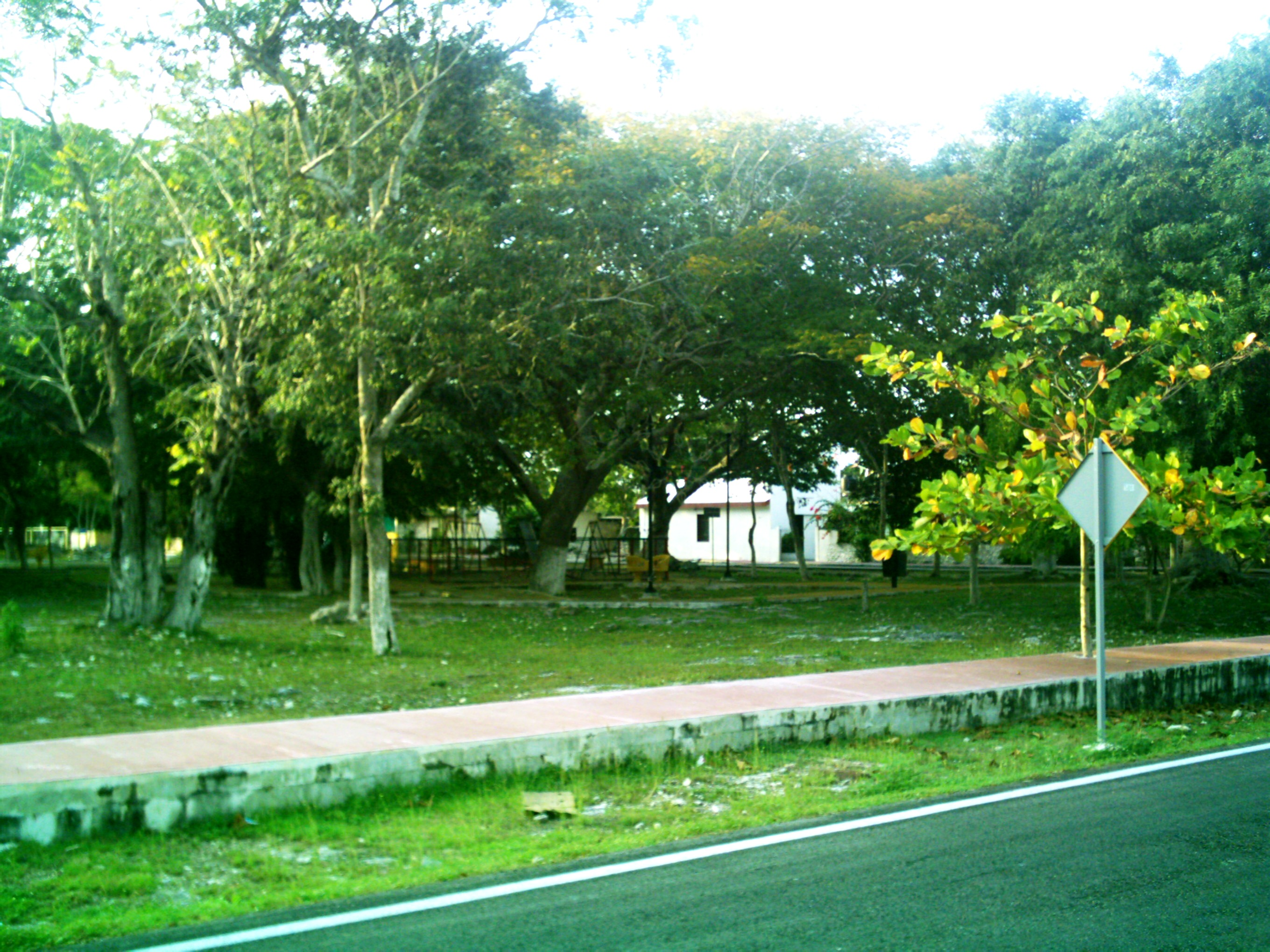
Parque principal de Suytunchén.
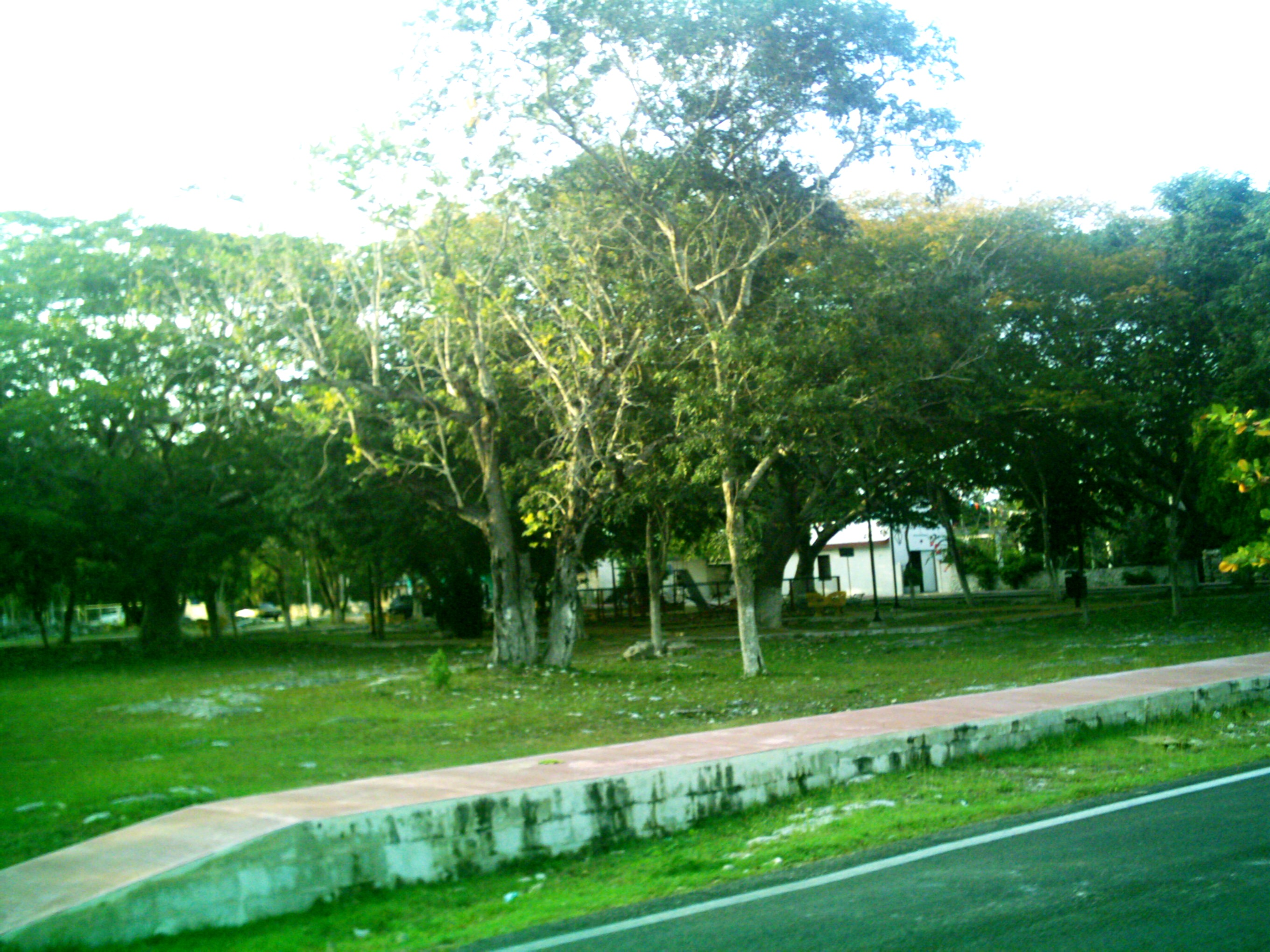
Parque principal de Suytunchén.